# Edegem
Edegem és un municipi belga de la província d'Anvers a la regió de Flandes. Limita al nord-oest amb Anvers, al nord-est amb Mortsel, a l'est amb Hove, al sud-oest amb Aartselaar i al sud amb Kontich.

## Evolució de la població

### Seglexix
| Any      | 1806 | 1816 | 1830 | 1846 | 1856 | 1866 | 1876 | 1880 | 1890 |
| -------- | ---- | ---- | ---- | ---- | ---- | ---- | ---- | ---- | ---- |
| Població | 837  | 822  | 997  | 1100 | 1047 | 1047 | 1320 | 1340 | 1890 |
|          |      |      |      |      |      |      |      |      |      |

#### Segle XX (fins a 1976)
| Any      | 1900 | 1910 | 1920 | 1930 | 1947 | 1961   | 1970   | 1976   |  |
| -------- | ---- | ---- | ---- | ---- | ---- | ------ | ------ | ------ |  |
| Població | 1688 | 3010 | 4160 | 6669 | 7856 | 13.885 | 19.365 | 22.146 |  |
|          |      |      |      |      |      |        |        |        |  |

#### 1977 ençà
| Any       | 1977   | 1980   | 1985   | 1990   | 1995   | 2000   | 2005   | 2006   |
| --------- | ------ | ------ | ------ | ------ | ------ | ------ | ------ | ------ |
| Població  | 22.146 | 23.422 | 23.719 | 23.300 | 22.932 | 22.253 | 21.866 | 21.668 |
| Font: NIS |        |        |        |        |        |        |        |        |

## Llista de burgmestres
- 1800-1802 : François Lanckpaep
- 1802-1818 : François Vermeerbergen
- 1818-1830 : Jacobus Eliaers
- 1830-1851 : Ferdinand du Bois d'Oultremont
- 1851-1860 : Jan-Baptist Ramael
- 1860-1868 : Ad. de Bois-Vilain XIIII
- 1868-1872 : Daniël Puttemans
- 1873-1883 : Karel-Sebastiaan Mast
- 1883-1887 : Petrus-Joannes de Raet
- 1888 : P.F. Van Put, waarnemend
- 1888 : Jan-Frans Van Put
- 1889-1991 : Jan Verbert
- 1891-1903 : P.F. Van Put
- 1904-1914 : Clement Segers
- 1914-1921 : E. Van Noyen
- 1921-1926 : Alfons Schoessetters (liberal)
- 1927-1941 : Willem Arts
- 1941-1944 : Gaston Mauquoi
- 1944-1947 : Willem Arts
- 1947-1964 : Gaston Adriaenssens (CVP)
- 1964-1976 : Léo Tindemans (CVP)
  - 1968-1970 : Jan vanden Kerkhof (CVP)
- 1976-1988 : Jan vanden Kerkhof (CVP)
- 1989-1992 : Luce Aerts-Lietaer (CVP)
- 1992- : Koen Snyders (CD&V)

## Personatges
- Serge Pauwels, ciclista
- Léo Tindemans, polític i burgmestre.